# Rythme de galop
Un rythme de galop fait référence à une auscultation cardiaque anormale par la présence de bruits surajoutés. Il comprend trois ou quatre sons, ressemblant ainsi aux bruits d'un galop.
Le rythme cardiaque normal contient deux bruits cardiaques audibles appelés B 1 et B 2. Ils sont causés par la fermeture des valvules du cœur. Le premier bruit cardiaque (B1) est la fermeture des valves mitrale et tricuspide  n fin de remplissage ventriculaire. Le deuxième bruit cardiaque (B2) correspond à la fermeture des valves aortique et pulmonaire lorsque les ventricules se relâchent. Les bruits supplémentaires (troisième et quatrième bruit cardiaque) peuvent être normaux, en particulier chez les enfants, ou lors d'exercices intenses, mais sont généralement entendus (du côté gauche) lorsque la fonction ventriculaire est altérée, par exemple en cas d'infarctus aigu ou de graves insuffisance cardiaque. On pense que les sons sont provoqués par l’oreillette, confrontée à une contre-pression, forçant le volume dans un ventricule incomplètement vidé. Puis, en cas de tachycardie, un « galop » se produit. En cas de contre-pression du côté droit après une embolie pulmonaire, et donc d'un ventricule droit incomplètement vidé, un galop du côté droit peut se produire.

## Conditions associées
Des rythmes de galop peuvent être entendus chez les personnes jeunes ou sportives, mais peuvent également être le signe de problèmes cardiaques graves comme une insuffisance cardiaque ainsi qu'un œdème pulmonaire. Les rythmes de galop peuvent être associés aux éléments suivants :
- Surcharge ventriculaire ;
- Tachycardie sinusale.